# HD68250
HD68250 — хімічно пекулярна зоря спектрального класу A4, що має видиму зоряну величину в смузі V приблизно  9,4.
Вона  розташована на відстані близько 942,6 світлових років від Сонця.